# Pel·lícula
|  | Per a altres significats, vegeu «Pel·lícula (desambiguació)». |

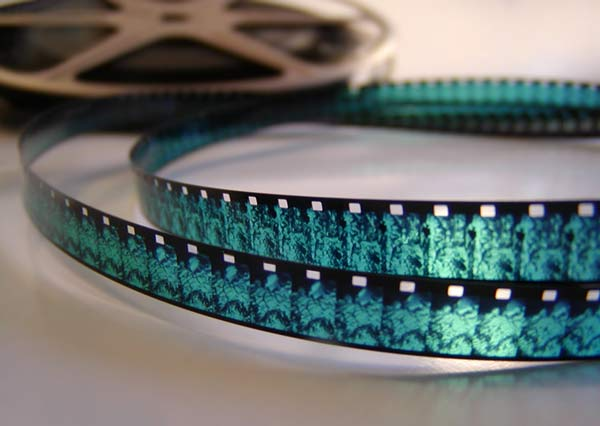
Els germans Auguste i Louis Lumière foren els inventors del cinematògraf.

El de pel·lícula o film és un concepte ampli que originalment fa referència al suport físic en què s'enregistren seqüències de fotografies preses a intervals de temps regulars, però que sovint s'utilitza per a descriure cadascun dels treballs elaborats sobre aquest material, el cinema com a forma d'art i la indústria de comercialització cinematogràfica. Les pel·lícules es produeixen enregistrant imatges amb càmeres o creant imatges que utilitzen tècniques d'animació o efectes especials, en qualsevol dels casos aquesta pel·lícula s'empra per a projectar la seqüència d'imatges fent-hi passar un feix de llum a través o segons els casos usant altres mitjans tecnològics (p. ex.: televisors, monitors informàtics).
En l'època moderna el cinema, l'art de fer pel·lícules, ha esdevingut un art tan important com les sis arts clàssiques, fins al punt en què sovint és esmentat metafòricament com “el setè art”. El cinema ha donat una nova dimensió al teatre, amb el qual comparteix molts trets. Es pot dir que el cinema és una art escènica total perquè combina l'art dramàtic, la música, i permet, per mitjà dels efectes especials, la creació d'efectes que difícilment es podrien obtenir en una representació teatral.
Una pel·lícula és composta d'una sèrie d'imatges generalment projectades a una cadència de 24 imatges per segon, sobre un suport, generalment una pantalla blanca És la successió ràpida d'aquestes imatges, la que, per il·lusió, proveeix una imatge animada a l'espectador, reproduint sobretot els moviments i trajectòries de la vida real. La persistència visual, l'efecte phi i les tècniques de projecció cinematogràfica permeten a l'ésser humà de veure aquesta sèrie d'imatges discretes en un continu visual.
La pel·lícula és considerada una important forma d'art, una font de diversió popular i un mètode potent d'educació, propaganda o investigació científica. Els elements visuals del cinema donen a les pel·lícules un poder universal de comunicació. Algunes pel·lícules s'han convertit en fenòmens mundials populars utilitzant el doblatge o la subtitulació.
Les pel·lícules són objectes culturals procedents d'una cultura específica de la qual són el reflex, i, a la que, al seu torn, afecta. La seva difusió és universal de manera potencial gràcies al desenvolupament de tecnologies que han permès una difusió mundial de les pel·lícules, per subtitulació o pel doblatge dels diàlegs, així com per la seva difusió en formats domèstics (cassets, DVD, Internet, etc.). Són susceptibles també de fer-se purs productes comercials, on els ingressos que s'aconsegueixen per aquesta indústria poden ser colossals, malgrat els costos de producció, a causa de l'important potencial d'espectadors de pagament.

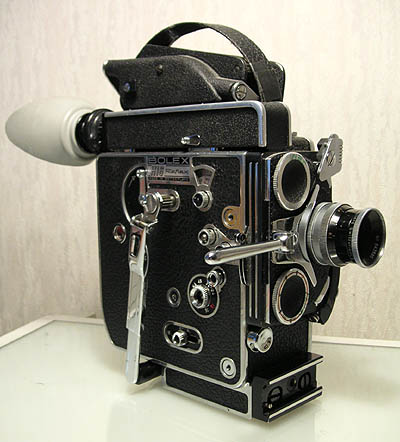
Una càmera Reflex H16, popular en les escoles de cinema

Les pel·lícules tradicionals es constitueixen per una sèrie d'imatges individuals anomenades fotogrames. Quan aquestes imatges es mostren ràpidament en la successió, un espectador té la il·lusió del moviment. L'espectador no pot veure el parpellejar entre fotogrames, a causa d'un efecte conegut com a persistència visual, per la qual cosa l'ull reté una imatge visual durant una fracció d'un segon després que la font s'hagi retirat. Els espectadors perceben moviment a causa d'un efecte psicològic anomenat moviment beta.
L'origen del nom pel·lícula ve del fet que la pel·lícula fotogràfica havia estat històricament el medi primari d'enregistrament per a enregistrar i reproduir un film. Altres mots utilitzats per a designar una pel·lícula són film o cinta.

## Història
Durant milers d'anys, a les obres de teatre i la dansa s'han anat fent servir els elements que s'utilitzen en una pel·lícula: escriptors, escenari, vestuari, producció, direcció, actors, audiència, storyboards.
Els primers precursors del cinema són els espectacles d’ombres o ombres xineses. En el segle iv aC. Mozi (墨子), un filòsof xinès i fundador de l'escola de lògica moïsta explica en un dels seus escrits com la llum projecta imatges invertides sobre una paret quan aquesta passa per un petit orifici, fenomen que és el fonament de la cambra obscura. Cap a l'any 1600, la càmera fosca va ser perfeccionada per Giovanni Battista della Porta. El llum s'inverteix a través d'un forat petit o lent des de fora, i es projecta en una superfície o pantalla, creant una imatge en moviment, però no es conserva en un enregistrament.
Durant els anys 1860, van sortir a la llum mecanismes per produir dibuixos bidimensionals en moviment, com el zoòtrop, mutoscope i zoopraxiscope. Aquestes màquines eren excrescències de mecanismes òptics simples (com la llanterna màgica) i mostrarien seqüències d'imatges congelades a velocitat suficient per imatges de fotografies que semblen estar en moviment, un fenomen anomenat persistència retinal o de visió. Naturalment la imatge necessitava estar dissenyada amb molta cura per aconseguir l'efecte desitjat, i el principi subjacent es convertia en la base pel desenvolupament de la pel·lícula animació.
Amb el desenvolupament de la pel·lícula de cel·luloide pel món de la fotografia, es feia possible captar directament objectes en moviment en temps real. Un experiment de 1878 per Eadweard Muybridge als Estats Units va utilitzar 24 càmeres que van produir una sèrie d'imatges estereoscòpiques d'un cavall que galopa, possiblement la primera "pel·lícula", encara que no es va anomenar així. Aquesta tecnologia exigia que una persona mirés una màquina de visionament i veiés que les fotografies que eren impressions en un paper enganxades a un tambor que girava. Les fotografies es mostraven a una velocitat variable d'aproximadament 5 a 10 fotografies per segon, depenent de com de ràpidament es girava la maneta. Les versions comercials d'aquestes màquines es feien servir amb monedes.
Cap al 1880 el desenvolupament de la càmera de fotografia permet tenir el component individual per captar imatges i per ser emmagatzemades en un rodet, i porta ràpidament al desenvolupament d'un projector de fotografia que enfoqui llum a través de la pel·lícula processada i impresa i mostrar aquests "espectacles de fotografia que es mou" sobre una pantalla per a una audiència sencera. Aquests rodets, tan exhibits, es van a conèixer com "les pel·lícules". Les primeres pel·lícules eren gravacions estàtiques que mostrava un esdeveniment o acció sense muntatge o cap altra tècnica cinematogràfica.

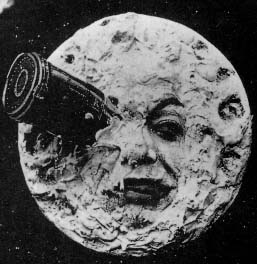
Una gravació de Georges Méliès Le Voyage dans la Lune (1902), una de les primeres pel·lícules amb argument narratiu

Ignorant els primers experiments de so de Dickson (1894), les pel·lícules comercials eren simplement art visual cap a finals del segle xix, però aquests innovadors films silenciosos s'havien fet un forat en la imaginació pública. Al voltant del canvi de segle, les pel·lícules començaven a desenvolupar una estructura narrativa ajuntant escenes narratives. Les escenes estaven interrompudes per múltiples gravacions. Un s'adonava d'altres tècniques com el moviment de càmeres per retratar una història en una pel·lícula. Abans de deixar l'audiència en silenci, els propietaris del teatre llogaven un piano o orgue o una orquestra completa per tocar música que encaixés amb el tarannà de la pel·lícula. A principi dels anys 1920, la majoria de les pel·lícules arribaven amb una llista de la música escaient, fins i tot es van compondre bandes musicals per les produccions més importants.
L'ascens del cinema europeu va ser interromput per l'inici de la Primera Guerra Mundial quan la indústria del cinema als Estats Units floria amb l'eclosió de Hollywood, marcat sobretot pel gran treball innovador de D.W.Griffith a The Birth of a Nation (1914) i Intolerance (1916). Tanmateix els anys 1920, cineastes europeus com Sergei Eisenstein, F. W. Murnau, i Fritz Lang, d'alguna manera inspirats pel progrés de la guerra a través de Griffith, amb les contribucions de Charles Chaplin, Buster Keaton i altres, van atrapar la indústria del cinema americà, fent avançar la difusió. Durant els anys 1920, la nova tecnologia permetia als cineastes enganxar a cada pel·lícula una banda sonora de veu, música i efectes sonors sincronitzats amb l'acció a la pantalla. Aquests films sonors es distingien inicialment anomenant-los "fotografies que parlen", o talkies.

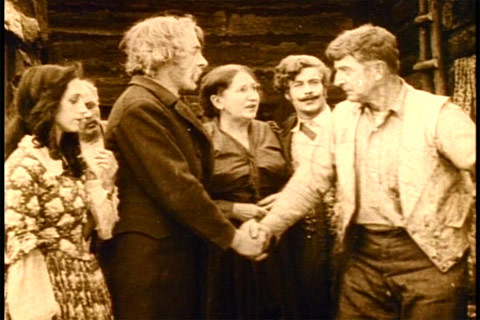
El naixement d'una nació

El pròxim pas essencial en el desenvolupament de cinema va ser la introducció de l'anomenat color "natural". Mentre el fet d'afegir so a una pel·lícula va eclipsar de pressa el cinema mut i els músics de teatre, el color es va adoptar més gradualment a mesura que es desenvolupaven mètodes que produïen color més pràctics i més eficaços. El públic era relativament indiferent a la fotografia en color per oposició al blanc i negre, però en la mida que els processos de color milloraven i s'anaven tornant tan assequibles com el blanc i negre, més i més pel·lícules es filmaven en color, sobretot després del final de la Segona Guerra Mundial, i era important per aconseguir audiències en competència amb la televisió, que romania un medi en blanc i negre fins a la meitat dels anys 60. Al final dels anys 1960, el color s'havia convertit en la norma pels qui feien pel·lícules.
Des de la decadència del sistema d'estudis els anys 1960, les dècades successives veien canvis en la producció i estil de fer pel·lícules. New Hollywood, Nouvelle vague i la pujada d'escola de cinema dels cineastes independents eren els canvis que el medi experimentava a l'última meitat del segle xx. La tecnologia digital ha estat la força de canvi els anys 1990 i el segle xxi.

## Gèneres
El cinema compta amb diferents tipus de gèneres, alguns d'aquests són:
- Acció (ex. Die Hard, 1988)
- Animació (ex. Buscant en Nemo, 2003)
- Aventura (ex. The Neverending Story, 1984)
- Bèl·lic (ex. El franctirador, 2014)
- Ciència-ficció (ex. Tornar al Futur, 1984; Star Wars, 1977)
- Cinema negre (ex. El Padrí, 1972)
- Cinema Fantàstic (ex. Qui va enganyar a Roger Rabbit ?, 1988)
- Cinema Mut (ex. La Passió de Joana d'Arc, 1928)
- Comèdia (ex. Sopa d'oca, 1933)
- Documental (ex. Quan érem Reis, 1996)
- Drama (ex. La mare, 1926) Històric (ex. La llista de Schindler, 1993)
- Musical (ex. Somriures i llàgrimes, 1965)
- Nadalenc (ex. La santa clàusula, 1994)
- Policíac (ex. Harry el brut, 1971)
- Suspens (ex. Rebeca, 1940)
- Romanç (ex. Titanic, 1997)
- Terror (ex. L'Exorcista, 1973)
- Western (ex. La diligència, 1939)

## Teoria

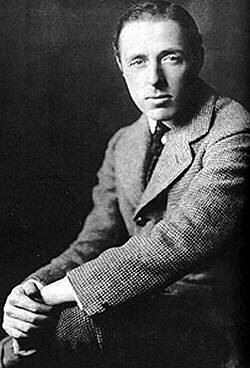
DW Griffth, innovador del cinema

La teoria del cinema procura desenvolupar conceptes concisos i sistemàtics que s'apliquen a l'estudi del cinema com a art. Va començar amb The Birth of the Sixth Art de Ricciotto Canudo. La teoria formalista, encapçalada per Rudolf Arnheim, Béla Balázs, i Siegfried Kracauer, emfatitzava en com una pel·lícula diferia de la realitat, i així es podria considerar un art prou vàlid. André Bazin va reaccionar en contra d'aquesta teoria afirmant que l'essència artística de la pel·lícula era en la seva habilitat per reproduir mecànicament la realitat, i això configurava la teoria realista. L'anàlisi més recent esperonava el psicoanàlisi de Jacques Lacan i la semiòtica de Ferdinand de Saussure, que entre altres coses ha donat peu a la teoria de cinema picoanalitic, la teoria de cinema estructuralista, la teoria de cinema feminista i altres. Inclou classificacions, criteris i proves diverses, com per exemple el Test de Bechdel per a aval·luar el masclisme al cinema.

### Llenguatge
Es considera que el cinema té el seu propi llenguatge. James Monaco va escriure un text clàssic sobre teoria de cinema titulat "' Com llegir  una pel·lícula '". El director Ingmar Bergman deia, Andrei Tarkovski per a mi és el més gran director, és aquell que va inventar una  nova llengua  veritable a la natura del cinema, que capta la vida com a reflex, la vida com un somni. Els exemples del llenguatge són una seqüència endavant i enrere de les imatges del perfil de l'esquerra d'un actor que parla, seguit pel perfil dret d'un altre actor que parla, i una repetició d'això és un llenguatge entès per l'audiència per indicar una conversa. Un altre exemple és posar focus al front d'un actor amb una expressió de silenciosa reflexió, i canviant a una escena d'un actor més jove que vagament s'assembla al primer actor, indicant que el primer actor té memòria del seu propi passat.

### Muntatge
Paral·lelament al contrapunt musical es va desenvolupar una teoria de muntatge, ampliat de la superposició d'imatges al principi del cinema mut, fins a la incorporació complexa de contrapunt musical juntament amb contrapunt visual per la posada en escena i edició, com en un ballet o òpera; per exemple, com la il·lustració en l'escena de lluita de bandes a la pel·lícula Rumble Fish del director Francis Ford Coppola.

#### Estructura narrativa d'un film
La trajectòria de l'acció que segueix la continuïtat narrativa al llarg de l'acció fílmica ha de ser fluïda. El pas d'un conjunt d'enquadraments a l'altre ha de marcar l'acció.
- L'arrencada: Cal que contingui tensió emotiva, caràcter visual, dinamisme, perquè capti l'atenció. També, ha de presentar el conflicte, els personatges que hi intervenen, els seus problemes i allò que constituirà el nucli d'atenció de tot el desenvolupament argumental.
- El desenvolupament: Perquè una idea estigui ben desenvolupada cal que contingui qualitat emotiv, diverses línies de força convergents i unitat narrativa.
- La culminació i el desenllaç: El "clímax" és el moment culminant de la narració i el desenllaç la conseqüència lògica de tot l'anterior

### Critica
La crítica de cinema és l'anàlisi i avaluació de pel·lícules. En general, aquests treballs es poden dividir en dues categories: crítica acadèmica per erudits de cinema i crítica periodística de pel·lícules que apareix regularment en diaris o en uns altres mitjans de comunicació.
Els crítics de cinema que treballen per diaris, revistes o televisió tracten normalment de les estrenes. Normalment només veuen la pel·lícula una vegada i tenen un dia o dos per formular opinions. Malgrat això, els crítics tenen un impacte important en les pel·lícules, especialment les de determinats  gèneres cinematogràfics. Els films d'acció, de terror i comèdies tendeixen a no ser gaire afectats pels judicis d'un crític de cinema. El resum de la trama i la descripció d'una pel·lícula que constitueixen la majoria de ressenyes de cinema encara poden tenir un impacte important en si hom decideix veure una pel·lícula. Per a pel·lícules de prestigi com molts drames, la influència de les ressenyes és extremadament important. Les ressenyes pobres condemnaran sovint una pel·lícula a pèrdua d'audiència.
L'impacte d'un crític sobre la recaptació d'una determinada pel·lícula és un tema de debat. Hi ha qui pensa que el marketing de cinema és ara tan intens i ben finançat que els crítics no hi tenen cap influència. Tanmateix, el fracàs d'algunes pel·lícules fortament promogudes que han estat durament criticades, així com l'èxit inesperat de pel·lícules independents amb bones crítiques indiquen que les reaccions a crítiques extremes poden tenir una influència considerable. Altres es fixen que les ressenyes positives han obert l'interès cap a poc conegudes. Per contra, hi ha hagut unes quantes pel·lícules en el qual les empreses de cinema tenen tan poca confiança que es neguen a fer visionat avançat per la crítica per evitar reaccions contra la pel·lícula. Tanmateix, això normalment falla quan els crítics detecten aquesta tàctica i adverteixen al públic que la pel·lícula pugui no tenir el valor que se li suposa i les pel·lícules sovint tenen pobres resultats.
Se sosté que els periodistes que fan crítica cinematogràfica només són coneguts com a crítics de cinema, i la veritable crítica cinematogràfica és la que té un enfocament més acadèmic. Aquesta línia de treball es coneix com a teoria de cinema. Aquests crítics de cinema intenten explicar com funciona la pel·lícula i les tècniques que fan servir, i quin efecte tenen en la gent. Els seus treballs no es publiquen en diaris o surten a la televisió, i si a publicacions erudites. També solen tenir relació amb universitats.

## El material
Una pel·lícula és una tira de material plàstic, anomenada base, flexible i no inflamable, normalment d'acetat de cel·lulosa, que serveix de suport a una emulsió de sals de plata que, en presència de la llum, fa una reacció fotoquímica. Les bases solen ser d'acetat, triacetat de cel·lulosa o de polièster, que fa una base més prima i forta que la de cel·lulosa, i s'utilitzen generalment en Single 8 i cinema d'alta velocitat de rodatge.
Les pel·lícules primitives van fer-se en blanc i negre, car els instruments d'aquell temps no permetien la reproducció del color, però molt prest es van obtenir emulsions fotogràfiques en què el pas de la llum deixava una empremta corresponent al seu color.

## Els inventors
Es considera que els inventors, i primers productors de pel·lícules, van ser els germans Auguste i Louis Lumière, car els inventors anteriors havien aconseguit reproduir escenes en moviment però d'una manera limitada. En el cas dels Lumière és la primera vegada en què es poden veure escenes en moviment, en principi sens limitació de temps, a més les primeres representacions es fan de tal manera que els espectadors veuen les imatges projectades sobre una pantalla que es pot veure per la part frontal, i per darrere, de forma que un gran nombre d'espectadors poden accedir al mateix a les imatges, com si fos un teatre.

## Evolució
Des de la seva invenció fins al cinema digital, sempre s'ha buscat la manera de millorar la pel·lícula, ja sigui la relació d'aspecte, la mida o els costos de producció. D'aquesta manera, segons les seves aparicions cronològicament, els formats que han aparegut es classifiquen de la forma següent:
- 35 mm. Va ser creat per George Eastman l'any 1889 per utilitzar-se amb el cinetoscopi de Thomas Edison i va ser ràpidament estandarditzat per l'ús professional, fet que es manté actualment. Al principi, la mida del fotograma era de 24 mm x 18 mm, amb 4 perforacions en la cinta per fotograma i estava destinat a reproduir-se a 16 fps. Amb l'addició del so, l'espai destinat al fotograma es va haver de reduir a 22,05 mm x 16,03 mm amb una franja de 2,54 mm d'ample pel so. Amb el so, es va augmentar la velocitat i de filmació a 24 fps per millorar la qualitat d'aquest. Actualment, juntament amb les 4 perforacions per fotograma, aquest és el sistema més utilitzat. L'any 1931, després de l'aparició del cinema sonor, s'arriba a un acord en el ràtio de les pel·lícules, el Academy Standard Flat. Aquest acord, que va durar al llarg de 20 anys, obligava a utilitzar-se pel·lícules de 21 mm per 15,3 mm. Sota aquestes mides es van gravar pel·lícules com King Kong, Casablanca o Ciutadà Kane. També es va intentar introduir altres formats de cinta, com 56 mm, 63 mm o 70mm, però els alts costos dels canvis a les sales de projecció van impedir que triomfessin els nous formats, excepte el de 70 mm.

Dins la pròpia pel·lícula de 35 mm, va aparèixer diferents variacions amb la intenció d'aconseguir una imatge més panoràmica:
1. Cinerama. L'any 1952, Fred Waller va rodar un documental promocionant el format. El cinerama (cinema + panorama) consistia en tres pel·lícules de 35 mm que rodaven simultàniament amb tres càmeres i s'exhibien amb tres projectors en una pantalla gegant de 146º. Aquest nou format afegia 2 fotogrames més per segon que el sistema estàndard i tenia 6 perforacions enlloc de 4. A més, tenia un sistema de so envolvent molt bo. El alts costos, tant de producció com de projecció van fer que aquest sistema no aconseguís prosperar.
2. Cinemascope. L'estudi Twentieth Century Fox, l'any 1953, va crear un sistema de lents anamòrfiques per comprimir una imatge panoràmica en el negatiu de 35 mm sense pèrdues ni deformacions. A l'hora de projectar la cinta s'utilitzaven lents contraries que descomprimien la imatge. Al contrari que el cinerama, les sales de projecció es van interessar per la introducció del format.
3. Vistavisión. Llançat per Paramount l'any 1954. En aquest format, la cinta passava horitzontalment, d'aquesta manera el espai utilitzat pel fotograma era el doble de la mida comú i, per tant, hi havia més qualitat. Tot i això, degut als alts costos moltes sales de projecció van decidir no variar el sistema que ja utilitzaven. Per tant, en la majoria de cinemes, les cintes es projectaven a 35 mm normal.
4. Todd-AO. Sistema creat per la American Optical i Michael Todd i utilitzat per primer cop en la dècada de 1930. Utilitzava un negatiu de 60 mm a 30 fps i 5 perforacions laterals. El resultat era una imatge de excel·lent qualitat i definició, sense necessitat d'ús de lents per la compressió o descompressió. Les projeccions és realitzaven en una pantalla corba de 128º. Un problema d'aquest sistema era que no podia ser projectat a les sales que no podien projectar a 70 mm, a causa de la impossibilitat de reduir la cinta a 35 mm. Per aquesta raó es rodava amb els dos formats. L'any 1958 es va regular els fotogrames per segon a l'estandard (24 fps) i la projecció en pantalles planes.
5. Ultra Panavision 70 o MGM càmera 65. L'interès de la Metro-Goldwyn-Mayer per buscar nous formats de rodatge i projecció van fer unir-se amb Panavision per crear aquest sistema, el qual consistia, a partir de lents de compressió de la imatge, en comprimir verticalment el negatiu de 65 mm en un 25%. La primera projecció d'aquest format va ser Ben-Hur, l'any 1959. Posteriorment Panavision va crear una versió millorada: Super Panavision 70, sense lents anamorfiques. Pel·lícules com 2001: una odissea de l'espai o Tron, van utilitzar aquest format. Les cintes podien ser projectades en sales equipades per Todd-AO.
6. Technirama. Panavision i Technicolor, van crear el format l'any 1957. Tenia un negatiu horitzontal de 8 perforacions, a 24 fps, amb una compressió del 50%. Les copies d'aquest format tenien una alta qualitat, al mateix temps de ser ampliades a 70 mm, i eren compatibles amb el format cinemascope.
7. Techniscope. També conegut com el "cinemascope dels pobres", Va néixer com a resposta d'alguns cineastes a l'ús de la pantalla ample que no tenien possibilitats econòmiques per realitzar-ho. Aquest format reduïa el negatiu de 35 mm a la meitat, fet que reduïa els costos al mateix temps que la qualitat d'imatge.

- Super 35 mm. També conegut com a techniscope. Va ser creat l'any 1983 per John Alcott sota el nom de Superscope 235. El format no utilitzava lents anamòrfiques i s'eliminava l'espai reservat a la pista de so. Es va fer molt popular durant la decada de 1990 gràcies a l'adapció del format per part de cases de lloguer de càmeres i laboratoris. Va ser molt acceptat com a format de producció, tant de cinema com de televisió, videoclips i publicitat.
- 16 mm. Gràcies a Kodak, des de 1923 ja s'havia introduït l'expressió "pel·lícules domestiques". De forma que l'empresa va introduir un format més econòmic com a alternativa a la pel·lícula de 35 mm, la pel·lícula de 16 mm. Amb l'arribada de la televisió, el seu ús va augmentar gràcies a la facilitat de transport i els baixos costos, entre altres avantatges. Va ser la BBC qui va portar el format a un ús professional, mentre treballava amb Kodak per realitzar reportatges de televisió, donant solucions a produccions portàtils i aportant una gran qualitat d'imatge.
- Super 16 mm. Va ser una variació de l'anterior. Utilitzava una franja de perforacions a un costat de la pel·lícula, així atorgant un espai extra al fotograma, amb un ràtio de 1,67. Les càmeres Super 16 tenien l'obturador cap a la pel·lícula i el mirall modificat per un marc més ample. D'ençà que es va ocupar la banda sonora de la pel·lícula, aquestes podien ser ampliades al format de 35 mm per a la projecció a través de la impressió òptica. Una variació del format Super 16 va ser el DIY 16, a partir d'una càmera estàndard de 16 mm.
- 8 mm. Llançada per Eastman, l'any 1932, a partir de la pel·lícula de 16 mm. Tenia l'objectiu de ser un objecte encara més accessible i econòmic, utilitzant la pròpia cinta de 16 mm, però nomes la meitat. D'aquesta manera es filmava per una banda, es girava la cinta, i es gravava per l'altre. Les cintes venien en rotllos de 7,5 m, de forma que el resultat final utilitzable era de 15 m. La mida del fotograma era de 4,37 mm x 3,28 mm.
- Super 8 mm. Amb la intenció d'augmentar la mida del fotograma i la qualitat d'imatge respecte a l'anterior, va ser llançada per Eastman en 1965. El principal canvi que presentava, era el canvi de la mida de la perforació i, per tant, l'augment de l'espai destinat al fotograma quasi un 50%. D'altra banda, també era més fàcil carregar la cinta a la càmera. A partir d'aquest format, es va estandarditzar la pel·lícula de 40 ASA, equilibrada per llum interior. Les perforacions estaven situades només a una banda i corresponia una per fotograma. El format treballava inicialment a 18 fps, fins a l'adaptació a 24 fps.
- Doble super-8. També llançades per Kodak, eren bobines de 16 mm d'ample amb les perforacions laterals de la mida de Super 8. Podien venir en cartutx, destinat a un ús domèstic i familiar, o en bobina, per gravacions semi-professionals.
- Single 8. Fabricada per Fuji Photo Film en 1965, era les pel·lícules que en comptes d'utilitzar una bobina de 16 mm d'ample, l'utilitzaven de 8 mm. Va néixer com a contra partida del Doble 8. La principal diferencia amb el super 8 era la forma d'encartutxar la pel·lícula: mentre que en el super 8 funcionava a partir de dos bobines situades una al costat de l'altre, en el single 8 se situava una a sobre de l'altre. Aquest fet permetia al format single 8 carregar la pel·lícula amb més facilitat, a part de la possibilitat de rebobinar i una major nitidesa en les imatges.
- 9,5 mm. Va ser ideat per Pathé l'any 1922 per projectar pel·lícules de forma domèstica, tot i que al poc temps ja es van fabricar càmeres per utilitzar-lo per rodar. Va ser la principal competència del format 8 mm. A diferència, les perforacions estaven situades en el centre, entre fotograma i fotograma, fet que permetia una mida considerablement superior del fotograma. L'amplada de 9,5 venia donada a partir de la divisió de la pel·lícula tradicional de 35 mm en tres tires.

## Indústria

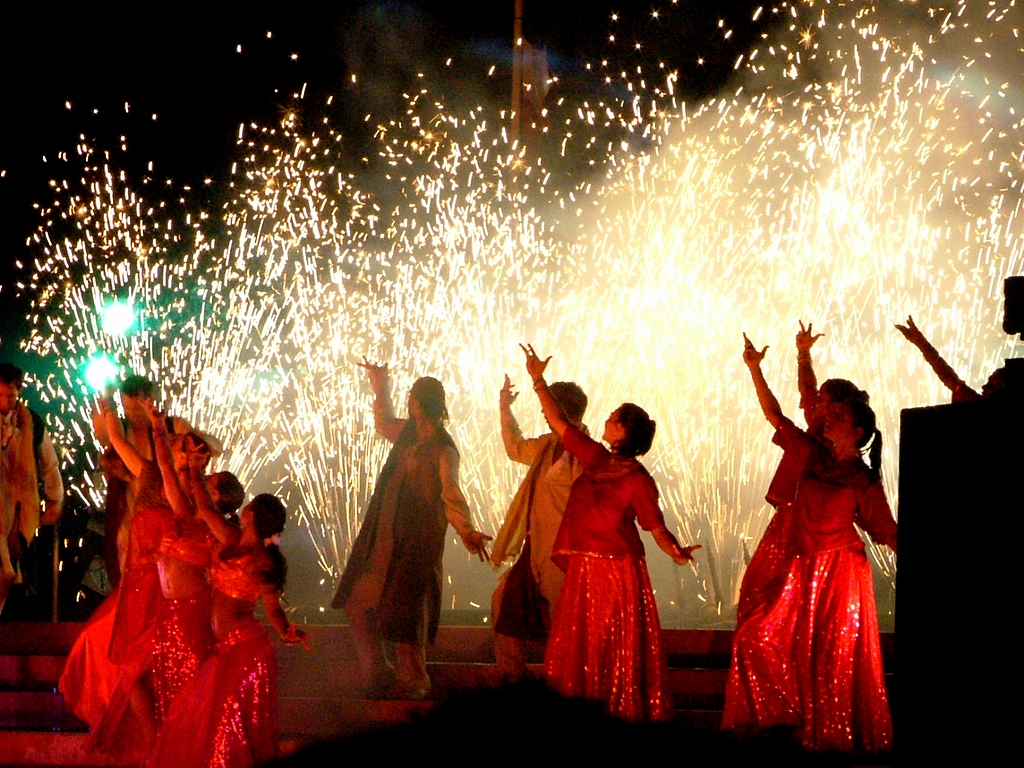
Les pel·lícules de Bollywood, plenes de llum i color

Fer i emetre pel·lícules es va convertir en una font de fer diners gairebé al mateix temps que es va inventar el procés. En veure com reeixia la seva nova invenció, i el seu producte a la seva nadiua França, els Lumière van començar gires pel continent per exhibir les primeres pel·lícules privadament a la reialesa i públicament a les masses. A cada país, afegien normalment escenes locals noves, al seu catàleg i, prou de pressa, els empresaris de diversos països d'Europa volien comprar el seu equip. L'Oberammergau Passion Play de 1898 va ser la primera pel·lícula comercial mai produïda. Aviat seguirien altres pel·lícules i el cinema es convertiria en una indústria separada que eclipsava el món de vodevil. Es van dedicar teatres i es van formar empreses per produir i distribuir pel·lícules, mentre els actors de cinema es convertien en celebritats i aconseguien importants ingressos per a les seves actuacions. Ja cap al 1917, Charlie Chaplin tenia un contracte amb un salari anual d'un milió de dòlars.
Des de 1931 a 1956, la pel·lícula era també l'únic material d'emmagatzematge i reproducció pels programes de televisió fins a la introducció dels aparells amb cinta de vídeo.
Als Estats Units avui, molta de la indústria del cinema es mou al voltant de Hollywood, Califòrnia. Hi ha altres centres industrials en moltes parts del món, com a Mumbai- anomenat Bollywood, la indústria del cinema de l'Índia, cinema que produeix el nombre més gran de pel·lícules en el món.
El benefici és una força clau en la indústria del cinema, a causa dels costos i riscos de fer una pel·lícula; moltes pel·lícules tenen alts costos, n'és un exemple notori Waterworld de Kevin Costner. Tanmateix molts cineastes s'esforcen per crear obres d'importància social duradora. L'Acadèmia de les Arts i les Ciències Cinematogràfiques (també conegut com "els Oscars") atorga els premis de cinema més importants als Estats Units, proporcionant reconeixement cada any a pel·lícules, ostensiblement basades en els seus mèrits artístics.
Hi ha també una gran indústria per les pel·lícules educatives fetes en lloc d'o a més a més de conferències i texts.

## Conceptes relacionats
Els conceptes derivats poden tant interaccionar i desenvolupar-se independentment de la realització de pel·lícules, com la teoria de cinema i l'anàlisi de pel·lícules. Els conceptes derivats o dependents de l'existència de la pel·lícula, com la crítica de cinema, la història del cinema, la propaganda en governs autoritaris, o el cinema psicològic. Aquests conceptes poden crear nous derivats, com la ressenya de cinema (secció en un diari o guia de televisió). Han aparegut subindústries arran del món del cinema, com la de fabricants de crispetes, o de joguines. Les subindústries preexistents poden acordar amb la pel·lícula aspectes específics, com l'emplaçament de producte per publicitat.

## Terminologia
Aquí davall algunes precisions sobre la terminologia feta servir en el món del cinema.
La major part de les persones utilitzen cinta, pel·lícula i film de manera intercanviable.
Un DVD, cinta de vídeo o vídeo és una reproducció digital d'una pel·lícula anàloga, o un producte amb tots els elements d'una pel·lícula anàloga però feta en un medi d'emmagatzematge electromagnètic.
Pel·lícula o cinta es refereix al medi en el qual ha estat filmada, i en aquest sentit ja no ens hi podem referir en una obra d'origen digital si no és per metonímia.
El cinema mut no cal que sigui totalment silenciós, es refereix a aquelles pel·lícules sense un diàleg perceptible, encara que poden tenir una banda sonora musical.
Widescreen i Cinemascope es refereix a una amplada més gran amb relació a l'alçada en el fotograma, comparable als primers i històrics aspectes.
Un llargmetratge és una pel·lícula d'una llargada convencional, normalment 60 minuts o més, i pot comercialment funcionar per si mateixa sense haver-se d'exhibir amb altres pel·lícules. Un migmetratge té una longitud d'entre 1 i 1,6 metres de bobina i una durada d'entre 35 i 60 minuts de projecció. Un curtmetratge, en canvi, té una longitud inferior a un metre de bobina i una durada inferior als 35 minuts de projecció (tot i que segons l'Acadèmia de les Arts i les Ciències Cinematogràfiques ha de tenir una durada inferior als 40 minuts, incloent-hi els crèdits); normalment s'emet amb altres curts, o precedint un llargmetratge.
Una pel·lícula independent és un film fet a fora de la indústria de cinema convencional.
Una projecció (dita per castellanisme, "passi") és la reproducció d'una pel·lícula o vídeo en una pantalla en sales de cinema públiques o privades. Una "sessió doble" és la projecció de dos llargmetratges. En els últims trenta anys només es projecten en sessions a l'aire lliure a l'estiu o en cicles dedicats. Un visionat és l'acte de mirar una pel·lícula. Un tràiler és una projecció per endavant d'una part seleccionada de la pel·lícula.
Hollywood pot ser utilitzat com a adjectiu despectiu, per a definir una pel·lícula massa comercial. Massa Hollywood com a descripció per a referir-se a un film que es realitza amb gent que normalment treballa a Los Angeles.
Certs gèneres de cinema es fan servir de vegades de manera intercanviable per pel·lícula en un context específic, com una porno per a referir-se a una pel·lícula amb un contingut sexual explícit.
Qualsevol pel·lícula també pot tenir una seqüela, que cronològicament descriu esdeveniments posteriors als de la primera pel·lícula. Les seqüeles de pel·lícula es poden fins i tot estrenar primer, per exemple algunes de la saga de La Guerra de les Galàxies.

### Tràiler
Un tràiler és la successió de breus escenes d'una pel·lícula, amb la finalitat de promocionar-la, i normalment emesa abans de l'estrena mateixa de la pel·lícula. Aquestes presentacions són de vegades utilitzades per a jutjar la reacció del públic, que si és inesperadament negativa, pot emmenar el retall o fins i tot la refilmació de certes seccions.
Tràilers o visionatges previs són anuncis de pel·lícules que s'exhibiran en el futur en un cinema. El terme "tràiler" ve del fet d'haver-se presentat originalment al final d'un programa de cinema. Aquella pràctica no va durar gaire, perquè els espectadors tendien a anar-se'n de la sala un cop acabades les pel·lícules, però el nom ha quedat. Els tràilers ara es mostren abans de la pel·lícula (o de la primera pel·lícula en una sessió doble) i per Internet o a la televisió.

## Educació i propaganda
Les pel·lícules s'utilitzen per a l'educació i propaganda. Quan el propòsit és principalment educatiu, la pel·lícula s'anomena "pel·lícula educativa". Els exemples són enregistraments de conferències i experiments, o més marginalment, una pel·lícula basada en una novel·la clàssica.
La pel·lícula pot ser propaganda, totalment o en part, com les pel·lícules fetes per Leni Riefenstahl a l'Alemanya nazi, tràilers de cinema de guerra dels Estats Units durant la Segona Guerra Mundial, o pel·lícules artístiques fetes sota Stalin per Eisenstein. També poden ser treballs de protesta política, com les pel·lícules d'Andrzej Wajda, o més subtilment, les pel·lícules d'Andrei Tarkovski.
La mateixa pel·lícula pot ser considerada educativa per alguns, i propaganda per altres, com algunes de les pel·lícules de Michael Moore.

## Producció
En essència, els mitjans per produir una pel·lícula depenen del contingut que el cineasta desitgi mostrar, i l'aparell per mostrar-lo: el zoòtrop merament demanava una sèrie d'imatges en una banda de paper. La producció d'una pel·lícula pot requerir tan poc com una persona amb una càmera o milers d'actors, extres i personal per a un llargmetratge èpic d'acció.
Els passos necessaris per a gairebé qualsevol pel·lícula es poden reduir a concepció, planificació, execució, revisió, i distribució. El més complicat és la producció, fa més significatiu cada un dels passos. En un típic cicle productiu d'una pel·lícula de Hollywood, aquestes etapes principals es defineixen com a:
1. Desenvolupament del guió
2. Preproducció
3. Producció o rodatge
4. Postproducció
5. Distribució

Aquest cicle productiu normalment dura tres anys. El primer any s'ocupa amb el desenvolupament del guió. El segon any comprèn la preproducció i producció. El tercer any, la postproducció i la distribució.
La producció és l'etapa més llarga, la que més recursos fa servir, i la més important econòmicament; la majoria de les produccions són sobretot entitats de negoci per fer beneficis i no simplement recreacions artístiques.

### Equip de producció
L'equip de producció que fa una pel·lícula és el grup de persones contractades per una empresa de cinema, per la fase de "producció", per tal de produir una pel·lícula. L'equip de producció es distingeix del repartiment (equip artístic, els actors que apareixen davant la càmera o el que posen la veu a personatges).
L'equip està format pel productor, el productor executiu, el cap de producció, l'ajudant de producció i qualsevol altra persona que ajudi a realitzar les tasques pròpies de la producció. Es diferencia de l'equip de direcció, format pel director, els seus ajudants, i d'aquells que tenen responsabilitats a les fases de preproducció o postproducció, com escriptors i editors.
Els equips mitjans o grans es divideixen generalment en departaments amb jerarquies ben definides i normes per a la interacció i cooperació entre els departaments. L'equip gestiona també els qui intervenen en la fase de fotografia: utilleria i vestuari, rodatge, so, il·luminació, escenaris, i efectes especials.

### Tecnologia

Animació del Kinetoscopi d'Edison

Com a medi fisic, la pel·lícula consisteix en una base transparent de cel·lulosa, acetat, o polièster coberta amb una emulsió que conté productes químics fotosensibles. El nitrat de cel·lulosa va ser el primer tipus de base de pel·lícula utilitzada per enregistrar pel·lícules, però a causa de la seva inflamabilitat es va reemplaçar finalment per materials més segurs. Les amplades de la materia primera i el format de pel·lícula per imatges al rodet han tingut una llarga història, encara que la majoria de les grans pel·lícules comercials encara estan filmades sobre (i distribuïdes a les sales) cintes de 35 mm.
Originalment es feia servir pel·lícula de fotografia, sobre la qual es filmava i després era projectada a diverses velocitats amb càmeres i projectors; tot i que 1.000 fotogrames per minut (16 2/3 fotogrames/seg) es va considerar la velocitat estàndard silenciosa, la majoria de les pel·lícules van ser filmades entre 16 i 23 fotogrames/seg i projectades de 18 en amunt de (sovint els rodets incloïen instruccions de com havia de ser pressa cada escena. Quan es va introduir el so cap als anys 1920, s'exigia una velocitat constant pel so. Es va triar 24 fotogrames per segon perquè era la velocitat més lenta (i així més barata) i tenia en compte una qualitat de so suficient.
Les millores de finals del segle xix van incloure la mecanització de les càmeres que va permetre enregistrar a una velocitat coherent. Després el disseny de càmeres silencioses que permeten enregistrar el so sobre la imatge per ser utilitzable sense exigir "blimps". També la invenció de les més sofisticades materies primeres i lents, permetent els directors filmar en condicions cada vegada més desfavorables, i el desenvolupament de so sincronitzat, que permet enregistrar-lo exactament a la mateixa velocitat que es desenvolupa l'acció. La banda sonora es pot enregistrar separadament de la gravació de la pel·lícula, però per en escenes d'acció moltes parts de la banda sonora s'enregistren simultàniament. Com a suport físic, la tecnologia per la cinta es va desenvolupar per la fotografia, ja que pel cinema es feia servir com una seqüència progressiva d'imatges. Tanmateix, les pel·lícules històriques tenen problemes de conservació i emmagatzematge, i la indústria del cinema està explorant moltes alternatives. Moltes pel·lícules en base de nitrat de cel·lulosa s'han copiat a formats moderns. Alguns estudis guarden pel·lícules en color fetes mitjançant separació de màsters - tres negatius en Blanc i Negre eren exposats separadament a través de filtres vermells, verds, o blaus (inversament al procés Technicolor).
Els mètodes digitals també s'han utilitzat per restaurar pel·lícules, encara que el seu cicle d'obsolescència continuat fa que sigui una pobra elecció (a partir de 2006) per a la conservació a llarg termini. La conservació de les pel·lícules l'estat de les quals empitjora és un tema de preocupació tant per historiadors de cinema com per arxivers, i a les companyies els interessa conservar els seus productes per tenir-los disponibles per a generacions futures (i així també augmentar els ingressos). La conservació és més preocupant en les pel·lícules de nitrat i pel·lícules en color de banda única; les pel·lícules en blanc i negre i les pel·lícules en color conservades en marques d'inhibició de Technicolor tendeixen a mantenir-se molt millor.
Algunes pel·lícules en dècades recents s'han enregistrat utilitzant tecnologia de vídeo analògica similar a la utilitzada en la producció de televisió. Les modernes càmeres de vídeo digitals i els projectors digitals estan guanyant terreny també. Aquestes millores són extremadament beneficioses pels que fan pel·lícules, especialment perquè es poden avaluar seqüències i editar sense esperar el processament. Tanmateix la migració és gradual, i la majoria dels films importants encara s'enregistren en pel·lícula.

### Cinema independent
El cinema independent sovint té lloc a fora de Hollywood, o d'altres estudis importants. Una pel·lícula independent és una pel·lícula inicialment produïda sense finançament o distribució de les "majors" de cinema de Hollywood. Raons creatives, tecnològiques i de negoci han contribuït al creixement del cinema independent a finals del segle xx i principis del xix.
Per la banda econòmica, els costos de pel·lícules d'alt pressupost dels estudis també porta a tries conservadores en repartiment i equip. Hi ha una tendència a Hollywood a cofinançar (per exemple, més dels dos terços de les pel·lícules difoses el 2000 per Warner Bros. eren d'aliances d'empreses, un 10% més que el 1987). A un director prometedor gairebé mai no se li dona l'oportunitat de dirigir la feina en una pel·lícula d'estudis de gran pressupost llevat que ell o ella tingui experiència significativa en la indústria del cinema o de la televisió. També, els estudis rarament produeixen pel·lícules amb actors desconeguts, especialment en papers principals. Abans de l'arribada del cinema digital, el cost d'un equip de cinema professional era una barrera per poder produir, dirigir, o fer de protagonista en una pel·lícula dels estudis tradicionals.
Però l'arribada de les càmeres de mà el 1985, i més importantment, l'arribada de l'alta resolució del vídeo digital a principis dels anys 1990, va baixar la barrera de la tecnologia significativament. Van baixar tant els costos de producció com els de postproducció; avui, el maquinari i programari per a la postproducció es poden instal·lar en un ordinador personal. Tecnologies com el DVD, les connexions FireWire i el programari de muntatge no lineal com l'Adobe Premiere Pro, Sony Vegas o el Final Cut Pro d'Apple, i programari de consum com Final Cut Express d'Apple o l'iMovie fan relativament barata la fabricació d'una pel·lícula.
Des de la introducció de la tecnologia DV, els mitjans de producció han esdevingut més democratitzats. Els cineastes poden de manera raonable rodar i muntar una pel·lícula, crear i editar el so i la música, etc. en un ordinador domèstic. Tanmateix, mentre els mitjans de producció es poden democratitzar, el finançament, distribució, i màrqueting romanen difícils d'aconseguir fora del sistema tradicional. La majoria dels cineastes independents confien en els festivals de cinema per promocionar les seves pel·lícules i vendre-les. Penjar vídeos a llocs internet com YouTube o Veoh ha canviat encara més el panorama de la realització de cinema.

### Pel·lícules de contingut obert
Una pel·lícula de contingut obert és una pel·lícula produïda utilitzant programari de codi obert i metodologia oberta. És com una pel·lícula independent, però produïda amb col·laboracions obertes; el seu material font està disponible sota una llicència que permet a altres crear fanfilms o treballs derivats. Com el cinema independent, el cinema de contingut obert té lloc fora de Hollywood d'altres grans estudis.

### Fanfilm
Els cineastes de fanfilm han estat tradicionalment amateur, però algunes de les pel·lícules més notables han estat de fet produïdes per cineastes professionals com projectes escolars o demostracions reals. Els fanfilms varien enormement en llargada, des de tràilers curts per a pel·lícules inexistents fins a llargmetratges.
Fanfilm és una pel·lícula o vídeo inspirat per una pel·lícula, programa de televisió, còmic o una font similar, creada per afeccionats d'un determinat personatge o història. La disponibilitat de càmeres econòmiques i eines d'edició de vídeo en ordinadors domèstics permet la realització de pel·lícules a qualsevol persona que disposi de temps suficient i pugui organitzar un grup de persones afins.
A la pràctica, un fanfilm es distingeix d'un curtmetratge d'afeccionats per l'argument, normalment basat en pel·lícules, sèries o llibres, els drets dels quals són propietat de tercers. Un fanfilm pertany a l'àmbit de la "fanfiction", és a dir, línies argumentals realitzades per tercers sense el consentiment del propietari dels drets. Però els fanfilms poden estar tolerats pel propietari dels drets, promoguts per aquest d'alguna manera, o ser vistos amb recel.

## Animació
L'animació és la tècnica per donar sensació de moviment a imatges o dibuixos, en la qual cada fotograma d'una pel·lícula es produeix individualment, ja sigui generat per ordinador, o fotografiant una imatge dibuixada, o fent petits canvis de forma repetida a un model virtual, i llavors fotografiant el resultat amb una càmera d'animació especial. Quan els fotogrames s'ajunten i la pel·lícula que resulta es veu a una velocitat de 16 o més fotogrames per segon, hi ha una il·lusió de moviment continu (a causa de l'efecte de persistència retinal).
L'animació és la tècnica en la qual cada fotograma d'una pel·lícula es produeix individualment, ja sigui generat per ordinador, o fotografiant una imatge dibuixada, o fent petits canvis de forma repetida a un model, i llavors fotografiant el resultat amb una càmera d'animació especial. Quan els fotogrames s'ajunten i la pel·lícula que resulta es veu en una velocitat de 16 o més fotogrames per segon, hi ha una il·lusió de moviment continu (a causa de la persistència de visió). Generar l'animació és molt intensiu i tediós, tot i que el desenvolupament de l'animació informàtica ha accelerat en gran manera el procés. Per això la major part de la producció prové de companyies d'animació que s'han encarregat d'organitzar aquesta feina.
Formats com GIF, QuickTime, Shockwave i Flash permeten l'animació ser vista en un ordinador o a Internet.
Perquè l'animació és molt consumida i sovint molt cara de produir, la majoria d'animació per la Televisió i pel cinema es fa des d'estudis d'animació professionals. Tot i això existeix l'animació d'autor (que té relació amb l'animació independent), en general més propera a les arts plàstiques. Uns quants productors d'animació independents han estat contractats per la indústria d'animació professional.
L'animació limitada és una manera d'augmentar producció i disminuir costos utilitzant "mètodes abreujats" en el procés d'animació. Aquest mètode es van iniciar per l'UPA i popularitzat per Hanna-Barbera, i adaptat per altres estudis i els dibuixos animats van passar del cinema a la televisió.
Encara que la majoria dels estudis d'animació estan utilitzant ara tecnologies digitals en les seves produccions, hi ha un estil específic d'animació que depèn de la pel·lícula. L'animació sense càmera, popularitzada per realitzadors com Norman McLaren, Len Lye i Stan Brakhage, és pintada i dibuixada directament en trossos de pel·lícula, i llavors es fa córrer a través d'un projector.

## Locals
Normalment, quan s'ha acabat, un llargmetratge s'exhibeix davant de les audiències en una sala de cinema. El primer teatre dissenyat específicament per cinema és un tema de debat: els candidats són el Tally's Teatre Elèctric, el 1902 a Los Angeles, i el Nickelodeon de Pittsburgh, el 1905.
Milers de sales van ser construïdes o es van convertir instal·lacions existents durant uns quants anys. En els Estats Units, aquestes sales es coneixien com els "nickelodeons", perquè l'entrada costava normalment un níquel (cinc centaus).
Normalment, una pel·lícula és un llargmetratge. Abans dels anys 1970, hi havia "sessions dobles": una d'alta qualitat "pel·lícula A" llogada per un cinema per a una xifra global, i una "pel·lícula B", de qualitat més baixa, que es llogava per un percentatge de les recaptacions brutes. Avui en dia, la majoria del material mostrat abans del llargmetratge consisteix en presentacions de pel·lícules futures (també conegut com a tràiler) o anuncis.
Històricament, la majoria de llargmetratges comercials han estat exhibits en cinemes. El desenvolupament de la televisió ha permès que les pel·lícules puguin ser emeses per audiències més grans, normalment quan la pel·lícula ja no s'està exhibint en sales de cinema. La tecnologia d'enregistrament també ha permès als consumidors llogar o comprar còpies de pel·lícules en formats com VHS o DVD. A Internet poden estar disponibles i descarregar-se i començar a ser fonts d'ingressos per les companyies de cinema. Algunes pel·lícules es fan ara específicament per a aquests altres llocs, sortint com " pel·lícules per a la televisió", "telefilms" o "pel·lícules per vídeo". Es considera sovint que els costos de producció d'aquestes pel·lícules són de qualitat inferior comparats amb les destinades a sales de cinema, i efectivament, algunes pel·lícules que són rebutjades pels estudis es distribueixen a través d'aquests mercats.
El cinema paga una mitjana del 50-55% de les seves entrades als estudis de cinema com a tasa pel lloguer de la pel·lícula.

El percentatge actual comença amb una xifra superior a l'esmentada, i disminueix a mesura que la duració de l'exhibició continua, com a incentiu a les sales de tenir les pel·lícules més temps. Tanmateix, avui l'allau de pel·lícules d'alt nivell fa que la majoria de les pel·lícules s'exhibeixen en sales menys de 8 setmanes. Hi ha unes quantes pel·lícules cada any que desafien aquesta regla, sovint pel·lícules d'exhibició limitada que comencen només en unes poques sales i creixen pel boca-orella o per ressenyes a diaris o revistes. Segons un estudi de l'any 2000 per ABN AMRO, al voltant d'un 26% dels ingressos mundials dels estudis de Hollywood provenen de les vendes de taquilla; Un 46% provenia de vendes de VHS i DVD; i un 28% de televisió (emissió, cable, i pay-per-view).

## Futur
Els anys 1950, quan la televisió es va estendre arreu, es va pronosticar la defunció del cinema a les sales. Malgrat el creixement de la sofisticació tecnològica els anys 1960 i 1970, amb el desenvolupament de televisor de color i pantalles grans, les sales de cinemes continuaven. De fet amb la penetració de la televisió, el cinema es va tornar més respectat com a medi artístic, a causa de l'opinió generalitzada de la baixa qualitat dels continguts de la televisió. Els anys 1980, quan es va estendre la disponibilitat d'enregistradores de videocassets barates, i la gent seleccionava pel·lícules pel seu visionament a casa, els analistes una altra vegada es van equivocar a pronosticar la mort del cinema.
Els anys 1990 i 2000 el desenvolupament d'aparells digitals DVD, sistemes d'amplificació amb sorround i altaveus de greus, i pantalles grans d'LCD o de plasma han permès a la gent seleccionar i veure pel·lícules a casa amb àudio i vídeo de gran qualitat. Aquestes noves tecnologies proporcionaven àudio i vídeo que en el passat només les sales de cinema podien proporcionar. Una vegada més es va pronosticar la defunció de les sales de cinema. Els cinemes realment canviaran els anys 2000 i es mouran cap a pantalles digitals, un enfocament nou que tindrà en compte una distribució més fàcil i més ràpida de pel·lícules (via satèl·lit o discs durs), un desenvolupament que pot donar un respir a les sales de la seva desaparició.
El cinema ara s'enfronta a un nou desafiament amb el vídeo d'alta definició de format Blu-ray, que pot proporcionar vídeo HD de 1080p a prop del format de cinema de qualitat. Els formats de vídeo gradualment han anat millorant amb les resolucions i qualitat i avui s'ofereix: 1080p a Blu-ray ofereix una resolució de 1920×1080 píxels. Una millora respecte dels 720×480 del DVD i de l'ínfim 330×480 del primer estàndard de vídeo casolà (VHS). La màxima resolució que una pel·lícula ofereix actualment és de 2485×2970 píxels o 1420×3390. L'UHD, un format del vídeo digital que en un futur oferirà una resolució de 7680×4320 píxels, superant totes les resolucions actuals. L'únic competidor viable a aquestes innovacions noves és l'IMAX que pot reproduir una pel·lícula fins a 10.000×7.000.

## Capacitats de transmissió i influència cap a el consumidor
El cinema, al contrari que la literatura, no té la capacitat de representar descriptivament què ocorre a la ment. També, implica una successió d'imatges massa ràpides per permetre a l'espectador participar de la interpretació de manera activa. La durada de les seqüències d'imatges entre el cinema culte respecte el cinema d'entreteniment és superior.
En definitiva la literatura resulta més exigent respecte el consumidor que el cinema.